# Мононеврит
Мононеври́т — это изолированное заболевание отдельного нерва, которое может быть вызвано травматическим повреждением: ранением (которое может привести к частичному или полному разделению нервного ствола), компрессией (например, вследствие вывиха головки сустава, из-за гипсовой повязки, костылей, опухолей кости, расширения артерий и др.; сюда же относится паралич лучевого нерва); воспалением, распространившимся с соседних тканей (например, вследствие инъекции раздражающего вещества вблизи нерва). В исключительных случаях неврит может быть следствием истинного воспаления нерва, вызванного возбудителями болезней, которые проникли через кровь или лимфу.

## Классификация
- неврит лицевого нерва
- неврит срединного нерва
- неврит лучевого нерва
- неврит локтевого нерва
- неврит малоберцового нерва
- неврит большеберцового нерва

### Симптомы
При неврите лицевого нерва мимические мышцы поражённой стороны лица утрачивают двигательные функции. Основной симптом неврита срединного нерва - ухудшение чувствительности фаланг пальцев, невозможность согнуть руку в кулак. Сопровождается сильной болью и трофическими изменениями. При неврите лучевого нерва невозможно согнуть кисть. Чувствительность практически не утрачивается. Неврит локтевого нерва характеризуется уменьшением чувствительности кисти. Больной не может сгибать пальцы в фалангах. При неврите малоберцового нерва невозможно разогнуть стопу и пальцы, встать на пятку. Поражение большеберцового нерва влечёт невозможность согнуть стопу и пальцы, встать на носок. В двух последних случаях нарушается чувствительность и атрофируются мышцы поражённого участка.
В большинстве случаев диагностика мононевритов трудностей не вызывает. Для определения диагноза используются:
1. рентгенологическое исследование;
2. компьютерная томография;
3. электродиагностика.

## Лечение мононевритов
Комплекс процедур зависит от степени тяжести заболевания и подбирается индивидуально. Применяются такие методы лечения, как физиотерапия, массаж, физкультура, иглорефлексотерапия. Не исключено хирургическое вмешательство.